# José Luis Quintana Álvarez
José Luis Quintana Álvarez (n. Don Benito, 4 de diciembre de 1960) es un político español que fue alcalde del municipio extremeño de Don Benito entre 2015 y 2023 por el PSOE.

## Trayectoria
Nacido en Don Benito, está casado y tiene dos hijos. Cursó Formación Profesional de Segundo Grado en Administración de Empresas y realizó un Máster Dirección económico y financiera. 
Miembro del Partido Socialista Obrero Español, siendo concejal de su localidad natal desde 1999 a 2003, director general de Financiación y Medios Agrarios de la Consejería de Agricultura y Comercio de la Junta de Extremadura (1996-1999) y director general de Política Agraria Comunitaria (de 1999 a 2003). En este año fue nombrado consejero de Agricultura y Medio Ambiente durante el mandato de Juan Carlos Rodríguez Ibarra hasta 2007, en el que fue designado consejero de Fomento por el nuevo presidente, Guillermo Fernández Vara. 
Es además secretario general del PSOE de Don Benito, encabezando la candidatura socialista al ayuntamiento en las elecciones municipales del 22 de mayo de 2011. Si bien perdió dichos comicios, mejoró los resultados para su partido, subiendo hasta los 10 concejales frente a los 11 del Partido Popular. Ocupa desde entonces el cargo de concejal en Don Benito y portavoz de la oposición municipal, hasta su victoria el 24 de mayo de 2015, obteniendo 13 concejales y siendo proclamado alcalde el 13 de junio de 2015. 

## Cargos desempeñados
- Director General de Financiación y Medios Agrarios de la Consejería de Agricultura y Comercio de la Junta de Extremadura (1996-1999)
- Concejal en el Ilmo. Ayuntamiento de Don Benito (1999-2003)
- Director General de Política Agraria Comunitaria (1999-2003)
- Consejero de Agricultura y Medio Ambiente de la Junta de Extremadura (2003-2007)
- Consejero de Fomento de la Junta de Extremadura (2007-2011)
- Secretario General del PSOE de Don Benito (Desde 2008)
- Portavoz del PSOE en el Ilmo. Ayuntamiento de Don Benito (2011-2015)
- Diputado en la Excma. Diputación Provincial de Badajoz (2011-2015)
- Alcalde de Don Benito (desde 2015)
- Presidente del Consejo de Alcaldes del PSOE (desde 2017)